# Horisme arenosus
Horisme arenosus là một loài bướm đêm trong họ Geometridae.